# OSAKAクラシック
『KANSAIクラシック』（かんさい・クラシック）は2013年より、オリックス・バファローズが、福岡ソフトバンクホークスを迎えて行う主管試合のうち、年1カード（2-3試合）で展開する復刻ユニフォーム着用型のシリーズである。

## 趣旨
「大阪府にルーツを持つパシフィック・リーグの球団で、かつ、かつての球団の経営母体が両社とも近畿日本鉄道」という共通点を持つ両球団による復刻ユニフォーム着用試合であり、オリックスは2004年オフに吸収合併した大阪近鉄バファローズのユニフォーム、ソフトバンクは前々身球団である南海ホークスのユニフォームを着用する。サブタイトルに「NANIWA CHANPIONSHIP」と書かれており、ダービーマッチの要素も絡ませたものとなっている。なお、第1回が行われた2013年は、ホークス誕生（南海ホークスの1938年秋季リーグ加盟）から75周年に当たった。
試合は全てオリックスの主催であるため、オリックスの本拠地である京セラドーム大阪にて行われる（近鉄や南海の本拠地だった藤井寺球場や大阪球場は現存しない）。
これに合わせて、試合前には近鉄と南海にゆかりのある元選手によるトークショーや始球式などのイベントを展開する。また、ラッキー7時には当時の球団歌が流れ、試合中は各球団の応援団が当時の選手の応援歌を演奏することが多い。
なお、「OSAKAクラシック」が制定される以前の2008年の同会場・同じ組み合わせの試合においては、ソフトバンクの選手が復刻版ユニフォームを着用するのに合わせ、京セラドーム大阪のバックスクリーン（相当）付近に、大阪球場の看板を設置した試みが行われた。これは、大阪球場の閉鎖後、ある南海時代のファンがその看板を所有し、復刻ユニフォームが実現するにあたり、会場側と相談して「花を添えられたら」ということで設置されたものだった。

## 開催日と復刻されたユニフォーム
デザインの詳細については「大阪近鉄バファローズ#ユニフォームの変遷」および「福岡ソフトバンクホークス#ユニフォームの変遷」を参照
- 2013年度[1] 4月19日 - 4月21日
  - この年は1980年代をテーマに、オリックスは近鉄リーグ初の年間優勝など、3回のリーグ優勝時に当たる1978年から1996年に着用された、白地に赤い袖をあしらったもの、ソフトバンクは大阪での最後の5年間、1984年から1988年まで使われた、白地に濃いめの緑色のラインを添えたものを着用。いずれもホーム用をモチーフとしている。
- 2014年度[3]　5月16日 - 5月18日
  - この年は1970年代がテーマで、オリックスは白一色・縁取りなしのデザイン、ソフトバンクは襟元に黄色、袖に緑色の縁取り、ズボンには黄色と緑のラインを添えたデザインを着用した。同じくホーム用がモチーフとされる。
- 2015年度[4]　5月1日 - 5月3日
  - この年は、オリックスは大阪ドーム移転後から球団がオリックスに合併される前年に当たる1999年-2004年に着用した黒を基調としたビジターユニフォーム、ソフトバンクは1983年のホームゲームで着用した、襟元・袖の縁取りとズボンラインにライトグリーンをあしらった白地のユニフォームを採用した。
- 2016年度　開催なし
- 2017年度[5]　4月28日 - 4月30日
  - 「KANSAIクラシック」（オリックスが阪急ブレーブス仕様の復刻ユニフォームを着用してソフトバンク以外の球団と対戦する企画との統合によって誕生した関西系3球団の復刻シリーズ企画）の第1弾として実施。オリックスのユニフォームが2013年度と同じ仕様であったのに対して、ソフトバンクの復刻ユニフォームには、南海が1980年のホームゲームで着用したユニフォームのデザイン（グリーンラインの左右をダークグリーンが挟む縞模様を縦方向へ入れた仕様）を採用した。
  - 金曜日のナイトゲームとして催された第1戦（4月28日）には、この年の2月から始まったプレミアムフライデーに対応する施策も展開。タレントの稲村亜美がオリックス本拠地初（通算10球団目）の公式戦始球式で92km/hを計測したほか、MLBのシカゴ・カブスから同月にソフトバンクへ復帰したばかりの川﨑宗則が、「1番・二塁手」としてスタメンでNPB一軍公式戦6年振りの出場を果たした[6]。
  - 昭和の日のナイトゲームであった第2戦（4月29日）以降は、同日から始まったゴールデンウィーク対応の企画を実施。ゴールデンウィーク後半（5月5日 - 7日）に京セラドームで催されたオリックス対北海道日本ハムファイターズ3連戦では、「KANSAIクラシック」の第2弾として、阪急が1975年 - 1983年に採用したデザインのユニフォームをオリックスナインが着用した。
- 2018年度　4月28日 - 4月30日、5月1日 - 5月3日[7]
  - 「KANSAIクラシック」の第2弾として実施。
  - 4月28日から4月30日までのオリックス対ソフトバンク戦では、オリックスが1978年から1996年まで使用された近鉄のビジターユニフォームの復刻モデルを着用した。対するソフトバンクは1984年から1988年まで使用された南海のビジターユニフォームの復刻モデルを着用した。
  - 5月1日から5月3日までのオリックス対埼玉西武ライオンズ戦では、オリックスが1985年から1988年まで使用された阪急のビジターユニフォームの復刻モデルを着用した。対する西武は、2004年から2008年まで使用されたホームユニフォームの復刻モデルを着用した。
    - また5月27日のわかさスタジアム京都での千葉ロッテマリーンズ戦でも、オリックスはこの復刻ユニフォームを着用しプレーした。これはかつて阪急が当地を準本拠地として設定されていたためである[8]。
    - なお西武は、この年行われた西武の復刻ユニフォームイベントであるライオンズ・クラシックでも同じユニフォームを着用している。
- 2019年度　5月17日 - 19日、28日 - 30日[9]
  - 「KANSAIクラシック」の第3弾として実施。対戦カードも去年と同じく西武戦とソフトバンク戦で行われた。
  - 5月17日から19日の西武戦では、オリックスは1999年に大阪近鉄が使用した赤を基調としたビジターユニフォームを着用したが、西武側のユニフォーム復刻は行われなかった。
  - 5月28日から30日のソフトバンク戦では、両チームとも年代を1970年・1971年に揃えた。オリックスは当時の阪急のホームユニフォーム、対するソフトバンクは当時の南海のビジターユニフォームを着用した。
    - この年のみ「近鉄バファローズ対南海ホークス」ではなく、「阪急ブレーブス対南海ホークス」という組み合わせでの対戦となった。

## 対戦成績
- 2013年・ソフトバンク2勝1敗
- 2014年・オリックス3勝0敗
- 2015年・ソフトバンク2勝1敗
- 2017年・ソフトバンク2勝1敗
- 2018年・オリックス2勝1敗
- 2019年・ソフトバンク2勝1敗